# Mobula japanica
Mobula japanica é uma espécie de peixe da família Mobulidae.
Pode ser encontrada nos seguintes países: Austrália, Bangladesh, Brasil, Camboja, China, Colômbia, Costa Rica, Costa do Marfim, Equador, El Salvador, Fiji, Guatemala, Honduras, Índia, Indonésia, Japão, Coreia do Norte, Coreia do Sul, México, Myanmar, Nova Zelândia, Nicarágua, Omã, Paquistão, Panamá, Peru, Filipinas, Somália, África do Sul, Sri Lanka, Taiwan, Tailândia, Tuvalu, Estados Unidos da América, Vietname e Iémen.
Os seus habitats naturais são: mar aberto, mar costeiro e recifes de coral.